# U kamenné boudy
U kamenné boudy (593 m n. m.) je kopec v pohoří Oderské vrchy (subprovincie horstva Nízký Jeseník), který se nachází severozápado-západně od zaniklé vesnice Jestřabí ve vojenském újezdu Libavá v okrese Olomouc v Olomouckém kraji. U vrcholu se nachází ruiny Kamenné boudy (pozůstatek po původním německém osídlení), která dala název kopci. Ruiny Kamenné boudy mají obdélníkový půdorys se zaoblenými rohy.
Na zarostlý vrchol kopce nevede žádná cesta, avšak kolem vrcholu vedou lesní cesty. Většina kopce U kamenné boudy se nachází na katastrálním území Velká Střelná. Pod severními svahy kopce teče potok Trnávka a pod jižními svahy teče údolím Hluboký žleb potok Hluboček. Západní část masivu kopce hraničí s Hlubočkami a Přírodním parkem Údolí Bystřice. Protože se většina masivu kopce nachází ve vojenském prostoru, je příslušná část kopce bez povolení pro veřejnost nepřístupná. Obvykle však jedenkrát ročně je okolí kopce zpřístupněno v rámci cyklo-turistické akce Bílý kámen.

## Další informace
Přibližně severovýchodo-východním směrem se nachází kopec Brána (636 m n. m.), severo-severozápadním směrem je kopec Jílový vrch (616 m n. m.) a jiho-jihovýchodním směrem se nachází masiv kopce Strážná se Sedlem pod Strážnou a bývalým lomem Bílý kámen.

## Galerie

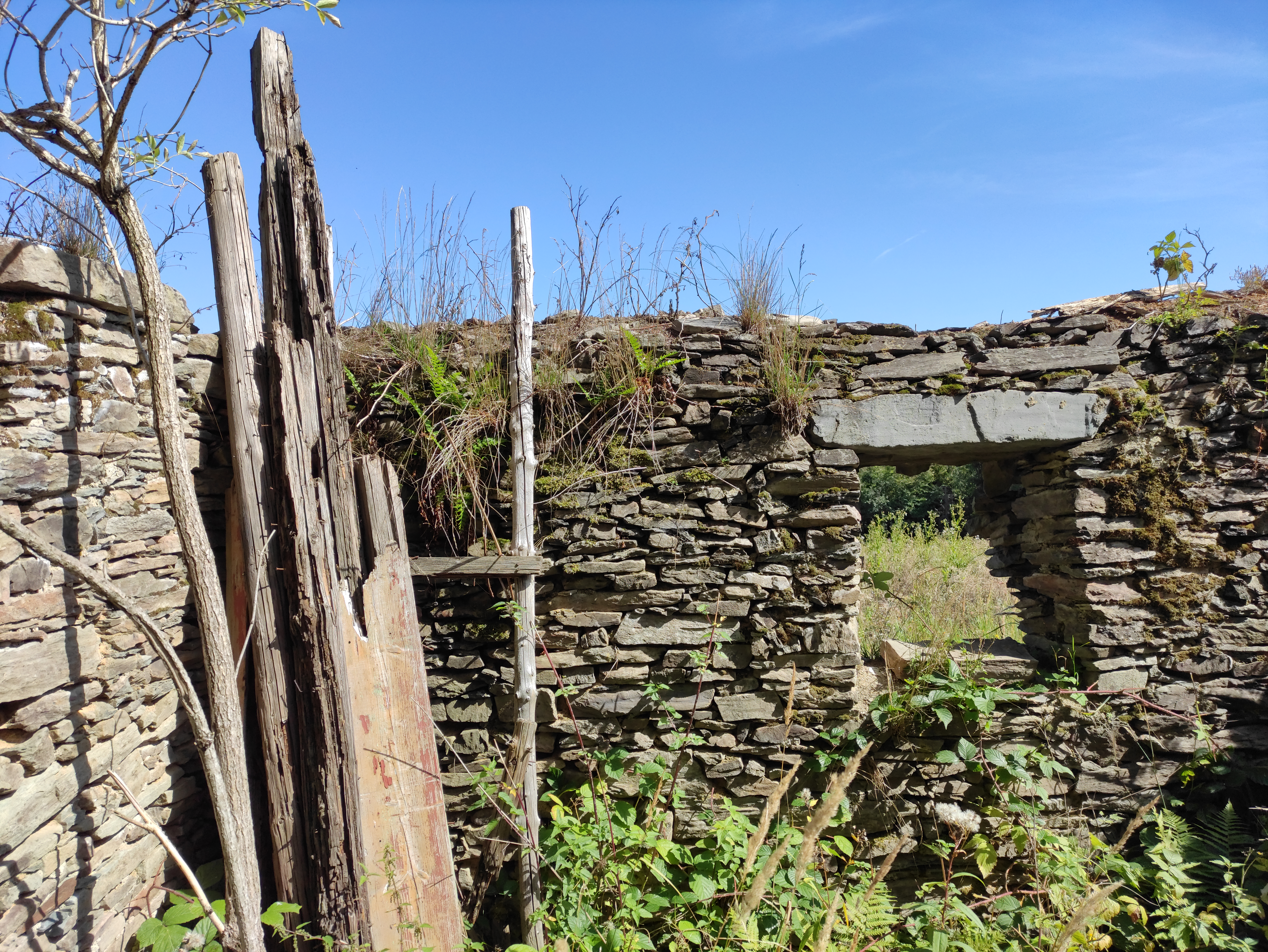
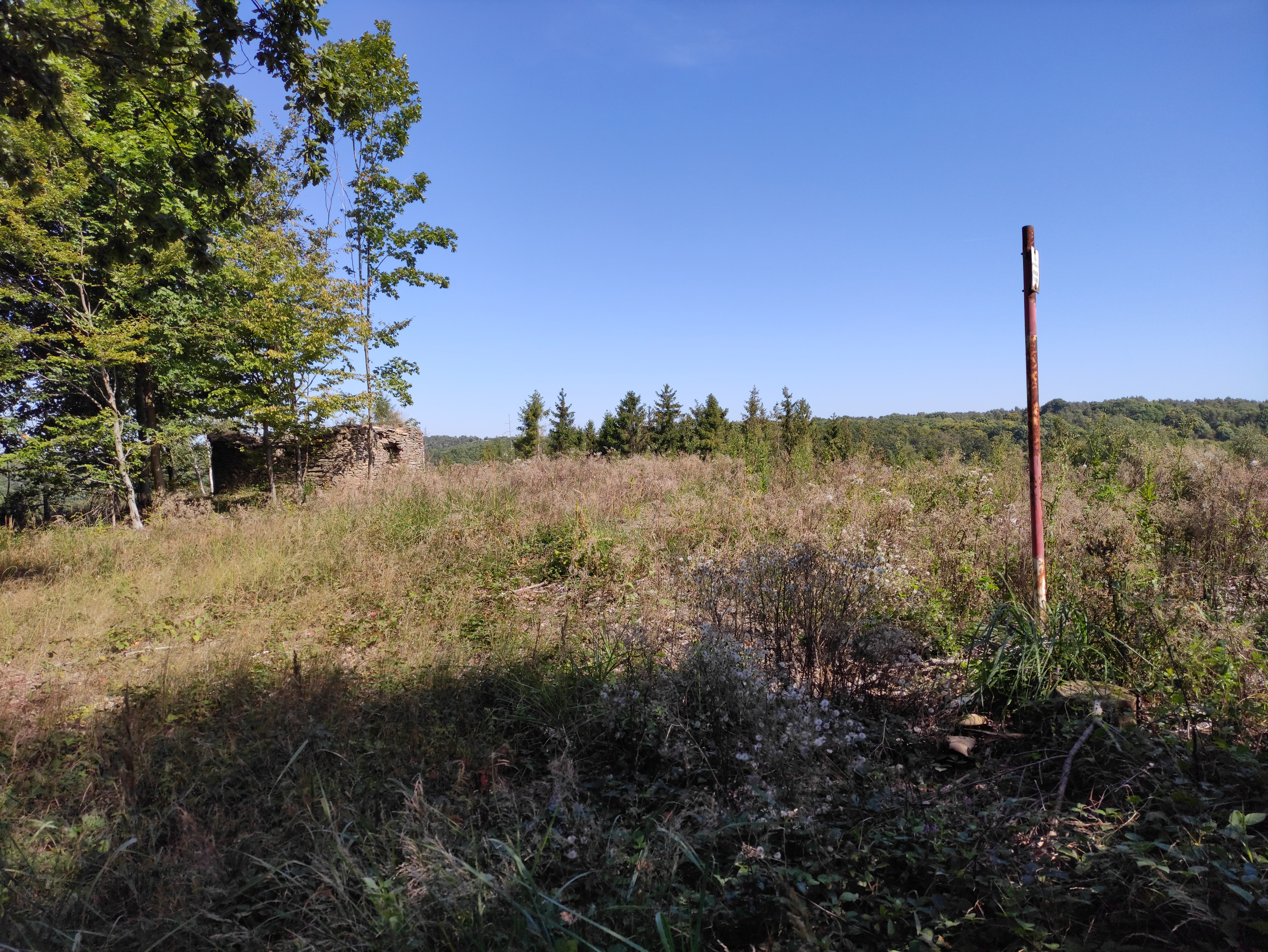
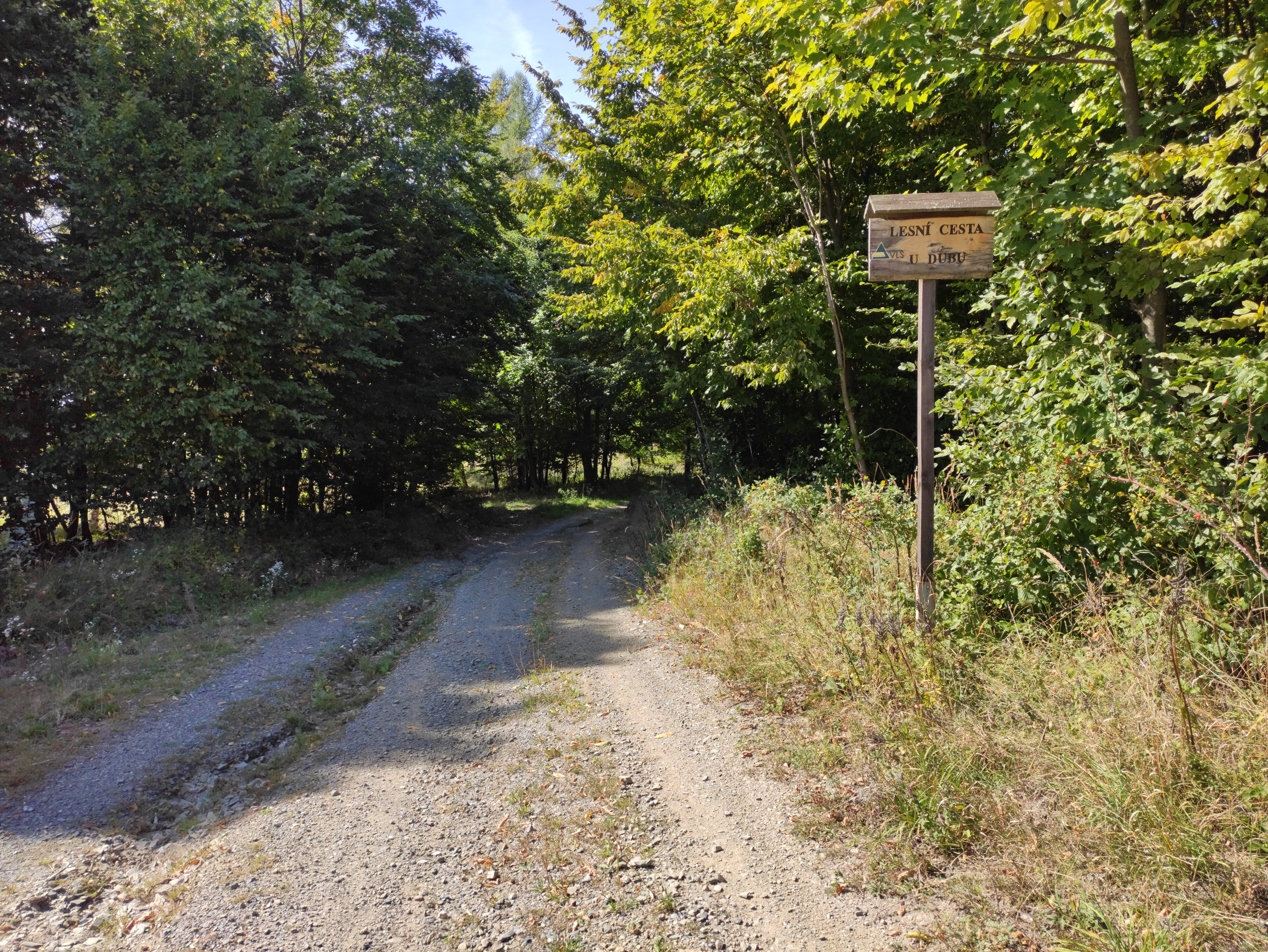
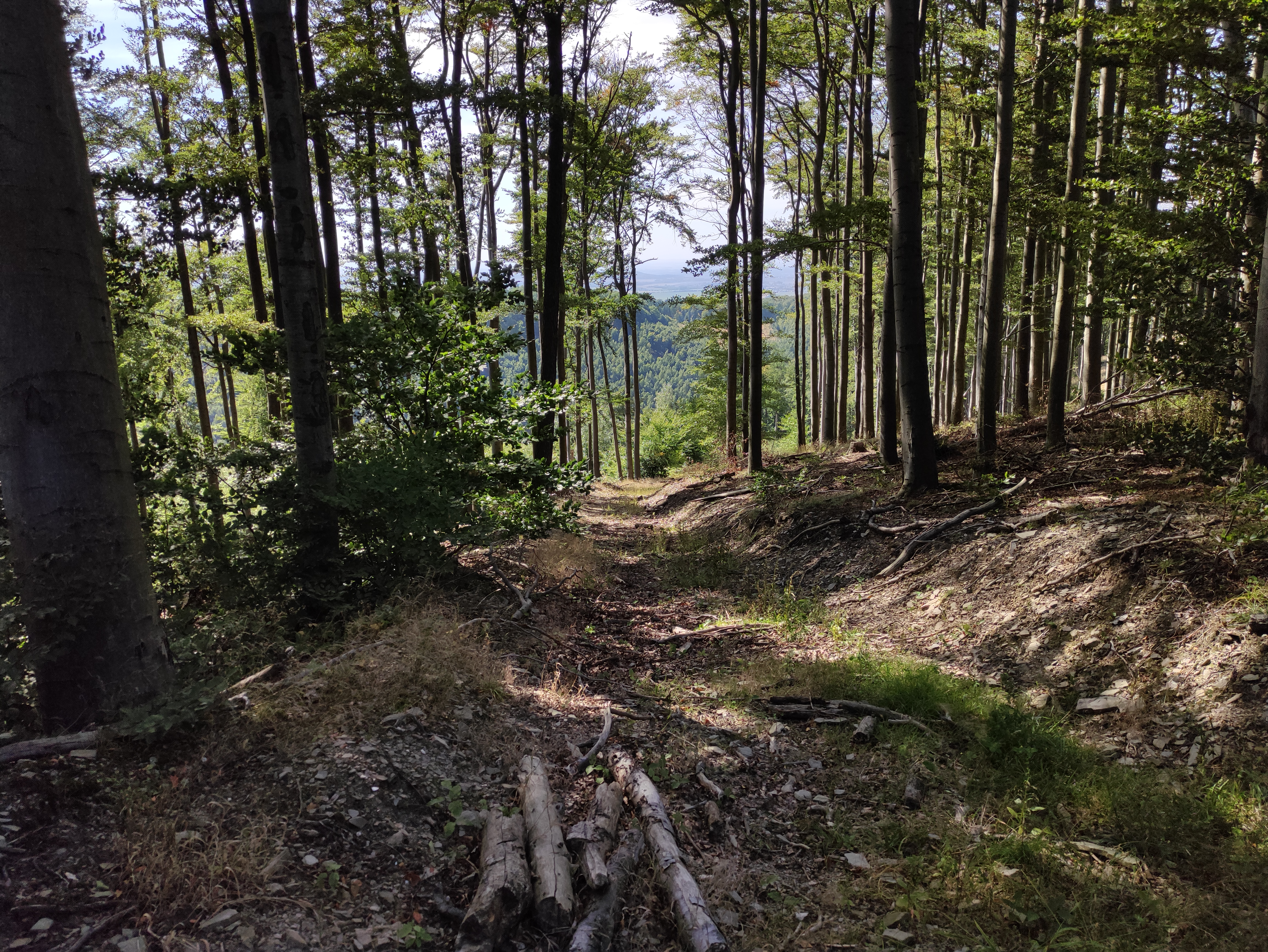